# Binary Synchronous Communications
Binary Synchronous Communication (BSC or Bisync) é um protocolo utilizado na arquitetura de redes de comunicações Systems Network Architecture (SNA) criada pela IBM. Opera na camada de enlace, fazendo a comunicação entre a controladora de terminais e a FEP.